# Biroia nigra
Biroia nigra är en stekelart som beskrevs av David Timmins Fullaway 1919. 
Biroia nigra ingår i släktet Biroia och familjen bracksteklar. Inga underarter finns listade.